# نینا رایتر
نینا رایتر (انگلیسی: Nina Reithmayer؛ زادهٔ ۸ ژوئن ۱۹۸۴) لژسوار اهل اتریش است.